# Morne Pérelle
Pour les articles homonymes, voir Pérelle.
Le morne Pérelle est un sommet situé sur l'île de Basse-Terre en Guadeloupe. S'élevant à 362 mètres d'altitude, il se trouve sur le territoire de la commune de Trois-Rivières.
Il est situé au sud de morne Bel-Air.